# Limnophila lobifera
Limnophila lobifera är en tvåvingeart som beskrevs av Alexander 1955. Limnophila lobifera ingår i släktet Limnophila och familjen småharkrankar. Inga underarter finns listade i Catalogue of Life.